# Brycon henni
Brycon henni es una especie de pez de la familia Characidae en el orden de los Characiformes. Es una especie endémica de Colombia, comúnmente conocida como sabaleta.

## Distribución
Vive en zonas de clima tropical. Se encuentran en Sudamérica: cuencas fluviales  transandines de Colombia.
Es una especie endémica de la cordillera central de Colombia (río Cauca, la vertiente oriental al río Magdalena, en los ríos San Jorge y San Juan). En la cuenca del río Porce, se ha encontrado en todos los sistemas acuáticos: cauce del río, quebradas tributarias, embalses Porce II y Porce III. La población de Sabaleta en este último sector del río Porce prefiere aguas torrentosas que fluyen por cauces con sustratos de rocas y gravas, donde la vegetación ribereña esté conformada por hierbas, arbustos y árboles, lo que le da un buen sombreado al canal.

## Descripción
Es un pez de mediano porte. Los machos pueden llegar alcanzar los 35 cm de longitud total y 470 g de peso. En la cuenca del río Porce presenta una longitud estándar media de 81 mm (rango: 25 – 263). Su cuerpo es totalmente escamado y presenta todas las aletas. Aleta anal corta; entre 21 y 24 radios blandos. Ejemplares capturados en la cuenca del río Porce presentan aleta caudal con leve tono rojizo y una mancha negra difusa en la base de los radios de la aleta caudal que se extiende hasta el final de la aleta, las otras aletas no tiene coloración. Posee una mancha opercular de color negro y una mancha roja en la parte superior del ojo. Presentan dientes en las dos mandíbulas. 
Es una especie con dieta omnívora. Se alimenta principalmente de insectos, material vegetal, semillas y macroinvertebrados; principalmente ephemerópteros, dípteros y tricópteros, además de crustáceos y peces. Se reproduce durante las lluvias y principalmente en las quebradas que fluyen al embalse Porce III.